# Amalia Posse
Amalia Carolina Posse, född grevinna De la Gardie 2 januari 1821 i Stockholm, död 30 juli 1883 på Charlottenlunds slott, Malmöhus län, var en svensk grevinna. Hon var Sveriges statsministergemål 1880–1883 i och med sitt äktenskap med statsminister greve Arvid Posse. Hon var mor till hovdamen grevinnan Anna von Krusenstjerna och ingenjören greve Fredrik Arvidsson Posse samt farmor till författaren Amelie Posse.